# Quelque part
Quelque part è una canzone della cantante Rnb Sheryfa Luna. È il primo singolo estratto dal suo album Sheryfa Luna. Quelque Part è stata composta e scritta da Jena Lee, che ha scritto cinque dei titoli presenti nell'album di Sheryfa Luna.
Dopo appena una settimana dalla sua uscita nel mercato del download legale, il singolo si è classificato al numero uno delle vendite dei singoli francesi, primato mantenuto altresì nella seconda, terza e quarta settimana. Dopo diciotto settimane di permanenza, il singolo ha totalizzato un totale di 151.700 download.

## Videoclip
Il clip è stato realizzato a Parigi ad opera di Yvan Grbovic, che ha realizzato altri clip di star transalpine famose come Vitaa, Diam's e altri artisti del panorama Rnb.

## Tracce
1. Quelque part (radio edit) – 3:28
2. Quelque part (versione album) – 4:26
3. Quelque part (strumentale) – 4:26

## Classifica nelle vendite
| Nazione          | Posizione migliore |
| ---------------- | ------------------ |
| Francia          | 1 (4 settimane)    |
| Francia Download | 2                  |
| Belgio Wallonie  | 5                  |
| Svizzera         | 35                 |